# Villa paraíso
Villa paraíso es una telenovela estadounidense producida por Xfinity para Telemundo, que comenzará a emitirse a partir del 6 de octubre de 2014, a través de Telemundo.
Está protagonizada por Ximena Duque y David Chocarro; y cuenta además con las participaciones antagónicas de Ricardo Chávez y Silvana Arias.

## Producción
A finales de agosto de 2014, David Chocarro compartió en su cuenta de Twitter una foto con Ximena Duque, en la que confirmó la nueva producción de Telemundo. Las grabaciones de la novela web comenzaron al final de las grabaciones de la telenovela "En otra piel", que participó en las Arias y Chocarro.

## Reparto
- Ximena Duque - Cristina Vidal
- David Chocarro - Sebastián Mejía
- Ricardo Chávez - Ricardo Castillejo
- Silvana Arias - Silvia Arteaga
- Pilar Bru - Lorena
- Alexander Estrella - José López
- Carlos Garin - Gustavo De Armas
- Galilea La Salvia - Emily López
- Francisco Porras - Eugenio Mendoza
- Vivian Ruiz - Doña Teresa Ramírez